# Haus Möbius

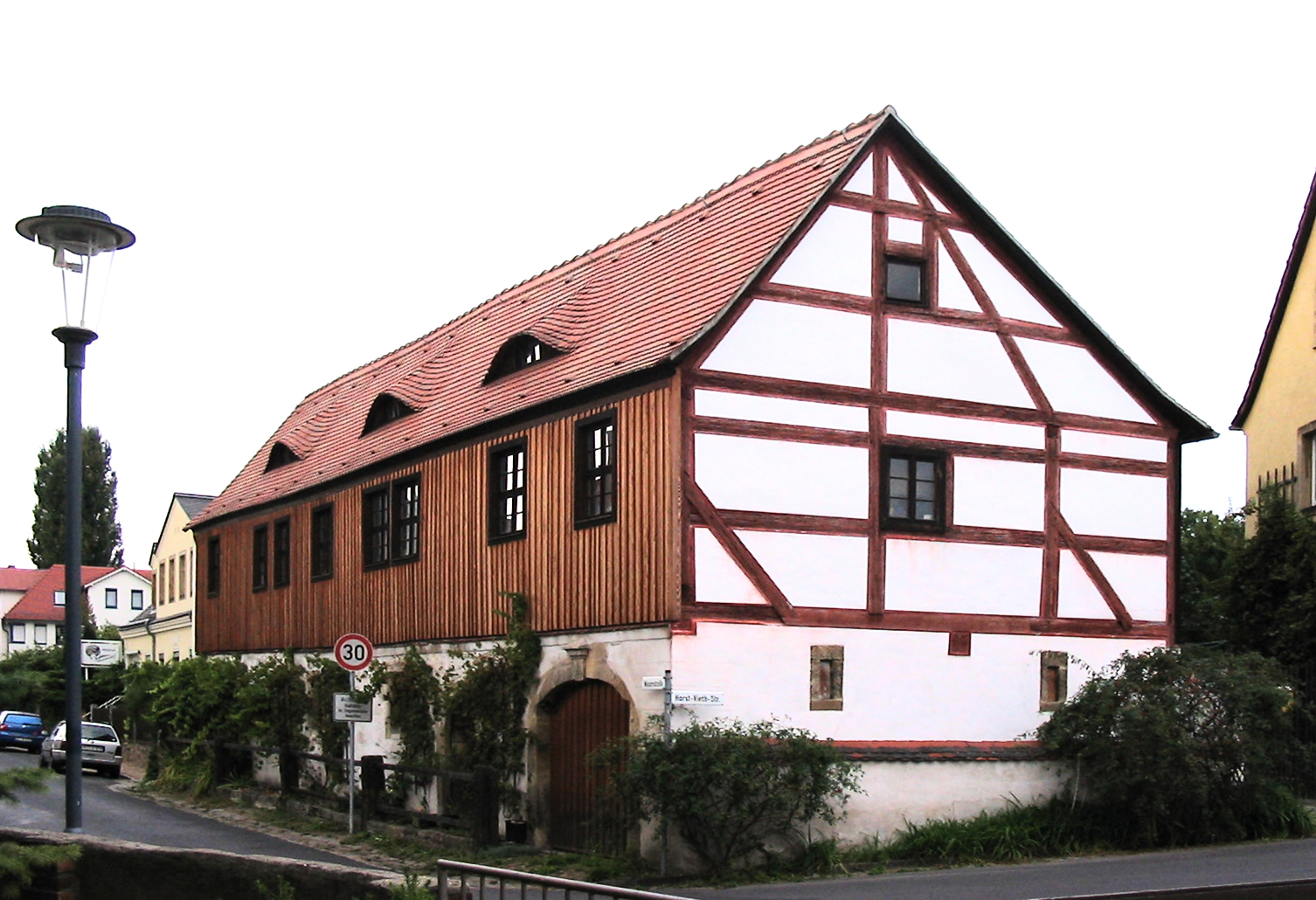
Haus Möbius (2008)

Haus Möbius ist eines der Winzerhäuser der Lößnitz, es steht im Radebeuler Stadtteil Niederlößnitz in der Horst-Viedt-Straße 11 an der Ecke zur Winzerstraße. Es ist benannt nach der Familie Möbius, die das Anwesen in den 1940er Jahren besaß.

## Beschreibung

Haus Möbius (um 1910)

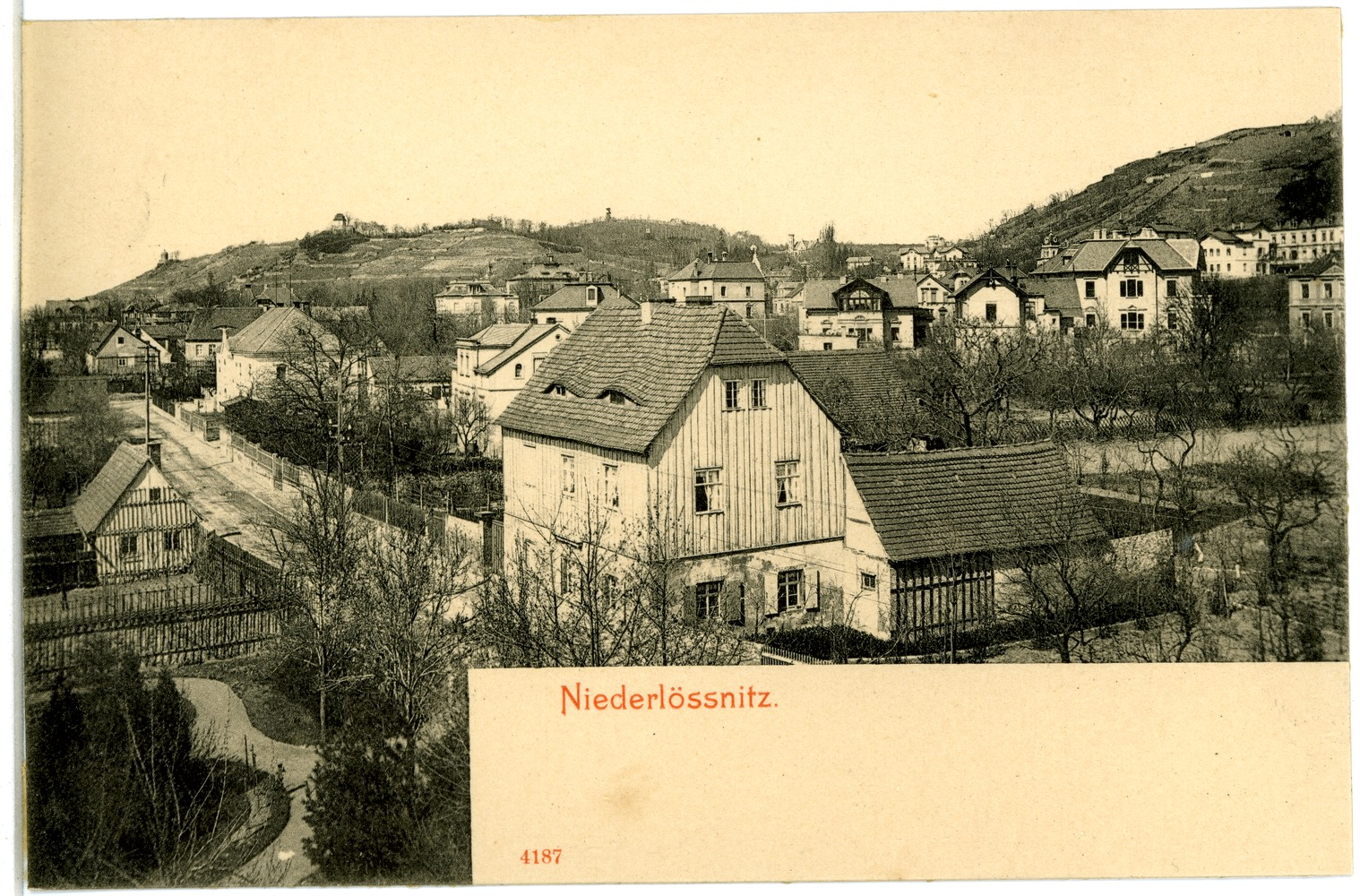
Haus Möbius (links Bildmitte, 1903). Nach rechts unten verläuft die Winzerstraße

Das zweigeschossige, heute mitsamt Nebengebäude denkmalgeschützte Winzerhaus hat ein massiv aus Bruchstein gemauertes Erdgeschoss sowie ein heute zur Straßenseite verbrettertes Fachwerkobergeschoss unter einem biberschwanzgedeckten Satteldach mit drei Fledermausgauben. Es steht traufständig in der Straßenflucht der Fahrbahn der Winzerstraße, dort in Ecklage zur Straßenkreuzung. Direkt an dieser Gebäudeecke befindet sich eine stichbogige Durchfahrt, links davon eine aus dem älteren Baukörper nach Osten versetzte Rundbogenpforte. Das Fachwerk darüber zeigt aufgeblattete Kopfstreben, der Giebel der Schmalseite daneben Fußstreben. Der rechte, jüngere Gebäudeteil greift weiter nach Norden aus, dort greift das Dach die ursprüngliche Firstlinie auf und bedeckt mit einem nach Norden flacher abgeschleppten Dachteil auch den später geschlossenen Laubengang.
Die Fenster-, Tür- und Torgewände sind aus Sandstein.
Eine Giebelwand-Inschrift im Inneren aus dem Jahr 1715, gezeichnet mit den Initialen ML, lobt den heimischen Kötzschber-Wein:

## Geschichte

Lage von Haus Möbius (rot eingefärbt) im Weinberg, 1857. Links unten der Bahnhof Kötzschenbroda. Ausschnitt aus dem Manöver-Plan für die Königl. Sächs. Truppen bei Dresden im Jahre 1857.

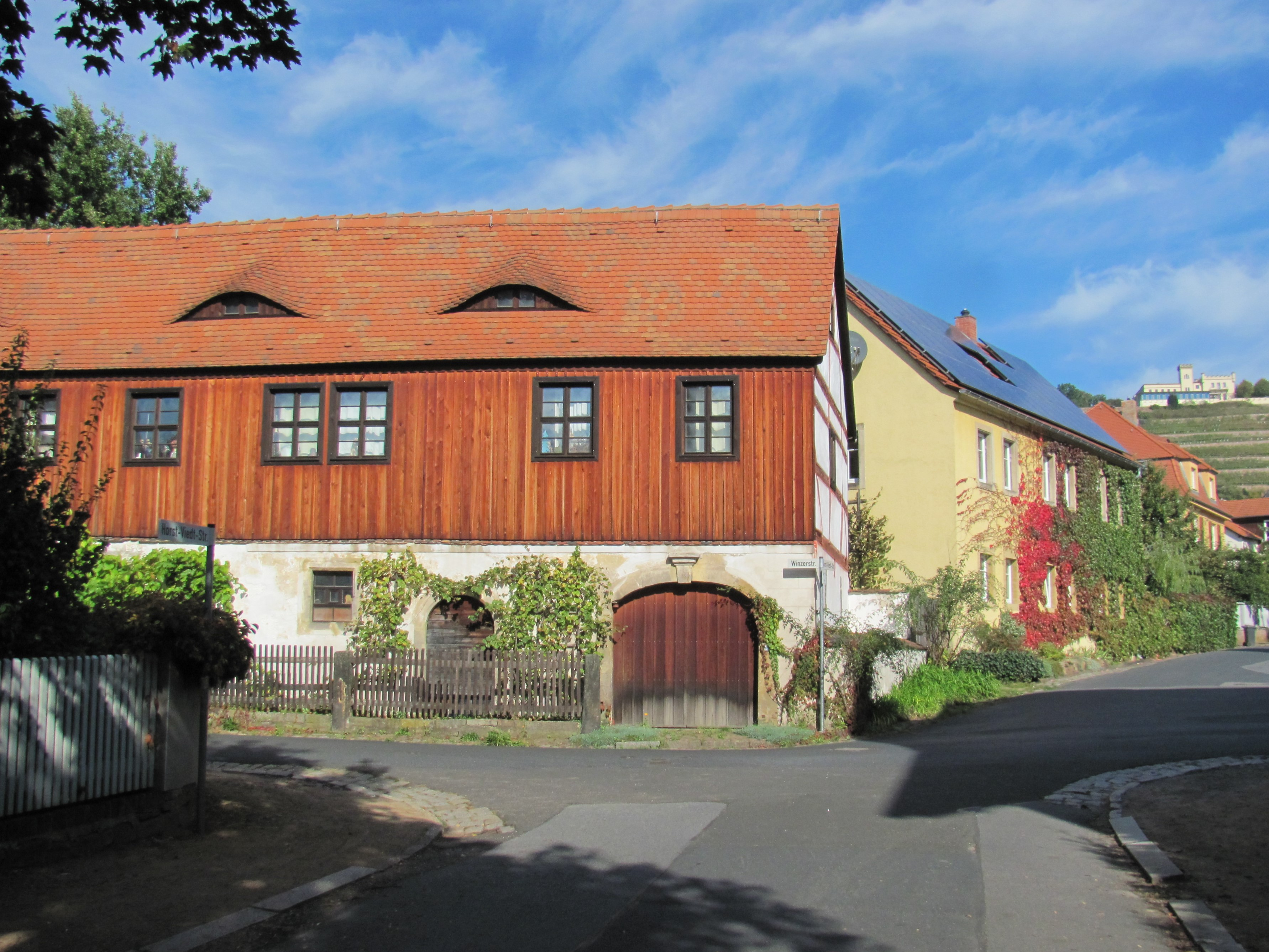
Haus Möbius von Süden (2014). Auf dem Berg die Friedensburg.

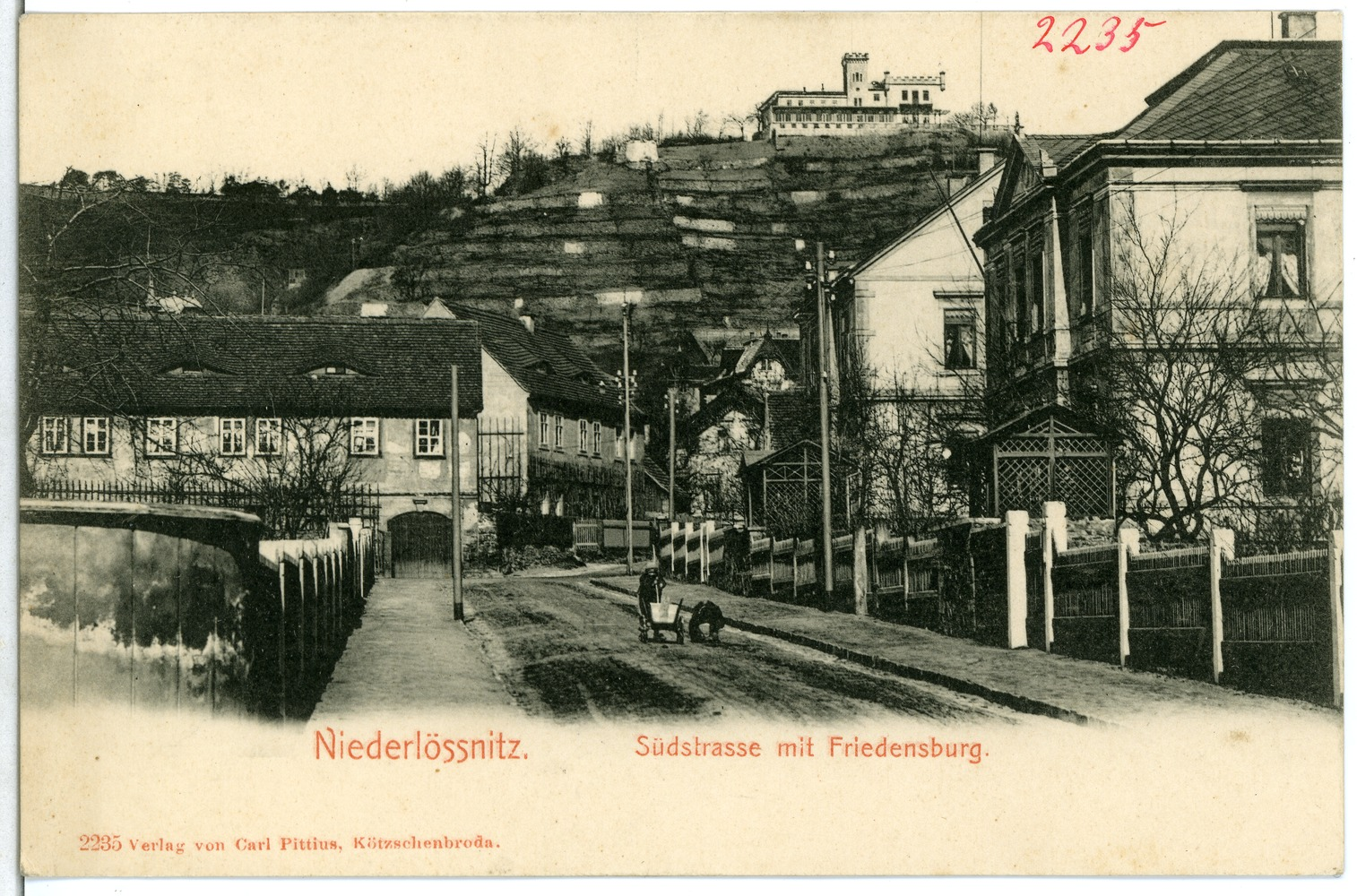
Haus Möbius von Süden (um 1910). Die zwei Villen rechts mit den Gartenlauben stehen heute nicht unter Denkmalschutz.

Im Jahr 1622 kaufte der Dresdner Superintendent Aegidius Strauch (1583–1657) von Hans Mehlig aus Wahnsdorf einen Weinberg auf der Weinbergsflur von Kötzschenbroda. 1623 wurde dort einem eingeritzten Datum über der ehemaligen Tür des westlichen Kernbaus zufolge ein kleines Fachwerkhaus mit einem tonnengewölbigen Keller sowie einer Länge von drei Achsen (heute vier Fenster) errichtet. Das Winzerhaus enthielt im Erdgeschoss eine Weinpresse (Spindelpresse). Im Obergeschoss lagen als Sommerquartier für die auswärtigen Weinbergsbesitzer hinter den seitlichen Fenstern zwei kleine Kammern, die Mitte nahm ein festlich ausgemalter größerer Raum ein.
Später im Jahrhundert heiratete Johanna Gertraude Strauch den Ratsverwandten, Dresdner Ratsbaumeister und Handelsmann Johann Siegmund Küffner. Am 29. Oktober 1700 kaufte Küffner die beiden Weinberge nebst Haus und Weinpresse für 500 Gulden. Nach dem Tod ihres Mannes ist 1709 die Küffnerin im Besitz des Anwesens, das auf einer Karte von Hans August Nienborg aus dem Jahr 1714/15 eingezeichnet ist. Im Jahr 1715 erfolgte, den Inschriften nach, eine Verlängerung nach Osten um zwei Achsen (heute 3 Fenster) durch den Kötzschenbrodaer Amtsmaurermeister Johann Christian Große. 1762 sind die Erben des Bürgermeisters Carl August Strauch die Eigentümer.
1784 erfolgte, der Datierung unter der Initiale L im Schlussstein der neugeschaffenen Toreinfahrt nach, die Verlängerung um eine Achse bis auf das heutige Maß. Für diese Zeit wird das Gebäude zusammen mit dem nach Norden anschließenden Gebäude (Horst-Viedt-Straße 13) als Weingut angesprochen.
Ab 1787 war das Weingut im Besitz des Dresdner Kaufmanns Gerber, ab 1824 folgte Christian Traugott Rentzsch sowie die Frau Dr. Güntz geb. Hauschild. 1832 erwarb Johann David Götze (Repräsentant für die Niederlößnitz, gest. 31. August 1860) den Besitz für 1250 Taler.
Ab 1854 war Ernst Julius Scherz im Besitz des Weinguts, das bis zur Oberen Bergstraße ging. Er ließ 1858 das Seitengebäude erbauen. Im Jahr 1883 wurde der Besitz zerstückelt. Im Jahr 1897 lässt sich Julius Scherz als Besitzer eines Teilstücks mit dem Gebäude nachweisen. 1931 gehörte dies einer Frau verwitwete Münch geborene Scherz in Gauernitz. Laut Adressbuch von 1937 gehörte es Alfred Münch.
Im Jahr 1942 verzeichnet das Adressbuch den kaufmännischen Angestellten Alfred Möbius als Besitzer. Bis 1944 (1948) wurden die im Obergeschoss gelegenen Räume noch über eine Außentreppe auf der Nordseite erschlossen, erst danach erfolgte der Einbau einer Innentreppe. 1964 wurde das Gebäude neu eingedeckt, dabei verschwanden die inzwischen wiederhergestellten Fledermausgauben. Bei dieser Neueindeckung wurden mehrere Dachziegel geborgen, die ebenfalls das Datum 1784 aufweisen.
In den 1990er Jahren erfolgte durch die heutigen Eigentümer eine umfassende, denkmalgerechte Sanierung, bei der das lange Zeit verputzte Obergeschoss freigelegt wurde. In den 2000er Jahren wurde dieses wieder durch eine Holzverschalung geschützt.